# Регістр судноплавства України
Класифікаці́йне товари́ство «Регі́стр суднопла́вства Украї́ни» — державне підприємство в галузі морського і річкового транспорту. Основні види діяльності пов'язані із забезпеченням безпеки судноплавства. Головне управління Регістра судноплавства України розташовано у Києві. Керівник підприємства — Карпенко Олександр Васильович. Регістр судноплавства України створив і продовжує удосконалювати власну нормативно-технічну базу, має широко розвинену мережу офісів, висококваліфікований персонал сюрвейєрів з досвідом наглядової діяльності, розвиває співробітництво з усіма класифікаційними товариствами та іншими організаціями України і міжнародного морського співтовариства щодо забезпечення безпеки судноплавства.
Гарантією стабільності послуг, які надаються Регістром судноплавства України, є його внутрішня система управління якістю, сертифікована на відповідність вимогам ISO 9001 та акредитація підприємства як інспекційного органу на відповідність європейському стандарту ISO/IEC 17020.

## Діяльність
| Основні види діяльності |
| --- |
| - погодження проектно-технічної документації і технічний нагляд за будівництвом, переобладнанням, модернізацією та ремонтом суден, суднових механізмів, обладнання, пристроїв, холодильних установок, контейнерів, випробуванням та виготовленням виробів і матеріалів суднового постачання тощо з оформленням відповідних документів; - технічний нагляд за суднами, що експлуатуються, шляхом проведення періодичних і позачергових оглядів, та видача документів про придатність суден до плавання; - технічний нагляд за екологічною безпекою суден; - виконання конвенційної сертифікації суден за дорученням Морських адміністрацій; - технічний нагляд за іншими об'єктами та процесами промисловості та транспорту за дорученням Міністерства інфраструктури України; - ведення обліку піднаглядних суден з веденням Регістрової книги; - погодження проектів стандартів, керівних документів, технічних умов та інших нормативних документів із суднобудування, судноремонту та технічної експлуатації флоту; - експертиза технічного стану суден та інших об'єктів нагляду згідно з нормативними документами; - сертифікація систем управління (менеджменту) якості в національній системі сертифікації УкрСЕПРО, системі сертифікації Регістру та в міжнародній системі сертифікації SIC (System of Independent Certification); - технічний нагляд за судноплавними гідротехнічними спорудами та гідротехнічними спорудами портів, суднобудівних та судноремонтних заводів при їх проектуванні, будівництві та експлуатації незалежно від їх форм власності; - технічний нагляд за промірними роботами. Згідно з пунктом шостим Положення про Регістр судноплавства України, яке затверджено постановою Кабінету Міністрів України від 08.06.1998 № 814, одним з головних завдань Регістру судноплавства України є розроблення та затвердження правил і технічних вимог щодо забезпечення виконання умов безпеки плавання суден, охорони життя і здоров'я пасажирів, суднових екіпажів, збереження вантажів, що перевозяться, екологічної безпеки суден тощо. Крім правил та технічних вимог, Регістр судноплавства України видає й інші нормативні документи — інструкції, керівництва, інформаційні та роз'яснювальні матеріали з питань технічного нагляду, обмірювання і обліку суден, суднобудування і судноплавства, оцінки відповідності продукції, процесів, послуг, систем, персоналу (як акредитований в установленому законодавством порядку орган) тощо. |

## Регіональна представленість

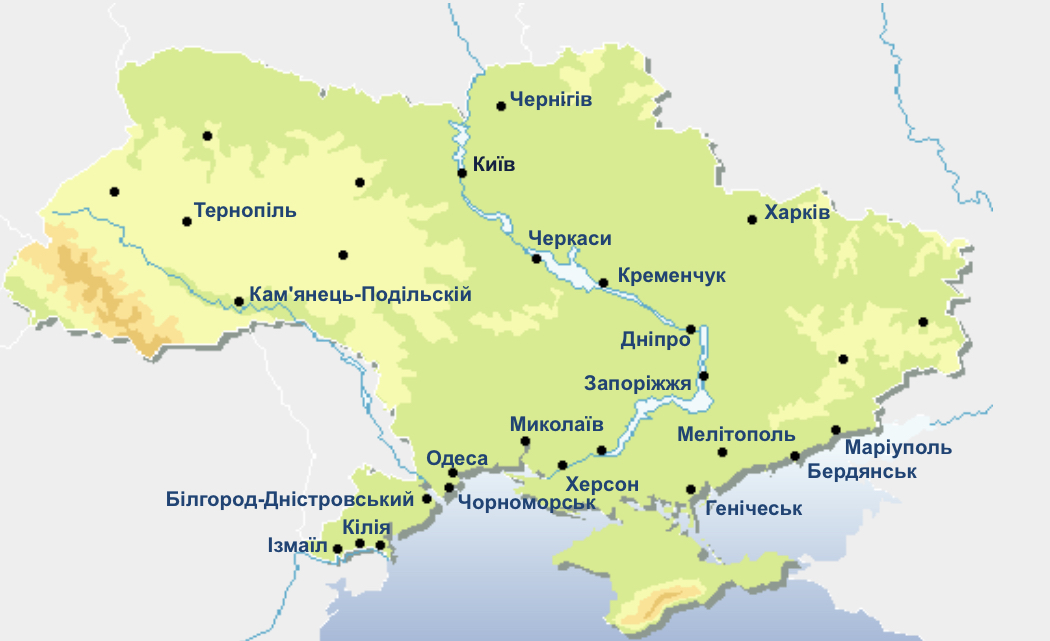
Представництва Регістра Судноплавства в Україні

Регістр судноплавства України представлений на території України Регіональними представництвами та більш ніж двадцятьма інспекторськими дільницями і відділеннями.